# Садіо Діалло
Абдулай Садіо Діалло (фр. Abdoulaye Sadio Diallo; нар. 28 грудня 1990, Конакрі, Гвінея) — гвінейський футболіст, що нині грає за французький футбольний клуб «Бастія» та за національну збірну Гвінеї.